# Supremacy 1914
Supremacy 1914 es un videojuego de estrategia en tiempo real multijugador, creado por Bytro Labs y publicado por Bigpoint Games. Es un juego basado en la Primera Guerra Mundial donde los jugadores pueden manejar la mayoría de los países existentes en aquella época. Los jugadores compiten contra otros jugadores o contra la IA (inteligencia artificial) 
que es controlada por el propio ordenador.

## Objetivo
El objetivo del juego es alcanzar los puntos requeridos del mapa (1000, 1500 y/o 2000). Solo 3 de los jugadores podrán ganar la recompensa (GoldMarks) siendo el que alcanza los 1000, 1500 y/o 2000 puntos el ganador de la partida.
Otro desenlace posible puede darse en la situación de que queden pocos jugadores activos en la partida, en cuyo caso y llegando a un acuerdo común se puede finalizar la partida haciendo uso de un botón disponible. De este modo se otorga la victoria al jugador que posea la puntuación más alta (aún no habiendo llegado a la requerida para vencer) y se pone fin a la partida.

## Mapa
Ya dentro de la guerra, el propio país está dividido en provincias, cada una de las cuales tiene como centro una ciudad que está conectada al resto a través de caminos predefinidos (que pueden además ser mejorados con ferrocarriles) y si la provincia posee línea de costa, el camino llegará hasta el mar/océano, donde cabrá la posibilidad de construir también un puerto. Cada país posee un color y no todos están controlados por jugadores. Hay países (que poseen un número menor de provincias que las de un país normal) que están controlados por la IA, inteligencia artificial que dirige sus movimientos. Cuando un jugador permanece inactivo tras un período determinado por cada partido (dos días en la mayoría de las partidas) la IA toma el control del país hasta su regreso.
Todos los países comienzan (a excepción de la IA) con igualdad de condiciones y provincias en cada mapa, con la posibilidad de perderlas todas o acabar la partida con prácticamente todas.
El número de jugadores máximo por partida estándar es de 30, aunque frecuentemente quedan plazas vacantes.
Hay diferentes mapas de acción:
- Europa 1914: Europa y el norte de África. Los países se componen de 12 provincias.
- Europa histórica de 1910: Europa y el norte de África. Los países se componen de 12 provincias.
- La Gran Guerra, Europa como tema central, rodeado por porciones del noreste de América, el norte de África y el oeste de Asia.
- Sureste de Asia: Toda Asia exceptuando Oceanía.Es un mapa de 15 jugadores
- Oriente Medio 1914: Mitad norte de África hasta Oriente Medio. Incluye la península arábiga y una pequeña porción de Europa del sur.
- Sudamérica de 1914: Continente sudamericano desde Panamá (incluye el canal).
- Batalla por Europa Occidental: Escenario 2 contra 2. Las cuatro potencias de Europa en 1914 Alemania, Francia, Austria-Hungría y Gran Bretaña. También posee los países de Italia, Suiza, Países Bajos, Bélgica y Dinamarca como países controlados por IA. Los países con los que jugamos se componen de 20 provincias.

Se desbloquea al alcanzar el grado de oficial técnico de primera clase (9000 ptos):
- México vs Estados Unidos: Es un enfrentamiento 1 contra 1. En este mapa los países se componen de 15 provincias.
- El mundo en llamas: Es un mapa de carácter global en el cual se encuentran prácticamente todos los países existentes en 1914(145 países con 85 controlados por jugadores reales).En este mapa los países se componen de 8 provincias.
- La Gran Guerra: 500 jugadores: Nuevamente es un mapa de carácter global pero a una mayor escala. Se encuentran todos los países existentes en 1914 más un montón de Estados y Provincias jugables, haciendo así al mapa con la posibilidad de albergar más jugadores al mismo tiempo (500 jugadores en total).

## Características

### Ejército
El ejército está principalmente compuesto por numerosas unidades de infantería principalmente, y según se va progresando en la partida se pueden ir produciendo armas y vehículos mecanizados como artillería y tanques que apoyen a la infantería en su labor. 
Todas las unidades pueden navegar por vía marítima sin problemas, aunque serán más lentas que por tierra y sufren una penalización de fuerza.
En tierra las unidades viajan siempre a la velocidad de la unidad más lenta que forme parte de su grupo. 
Cada unidad de infantería que puede moverse representa a 1.000 hombres. Así, si puedes mover sobre el mapa 2 unidades, estas representarán un total 2.000 hombres, 20 unidades 20.000 y así sucesivamente.
Los coches blindados disponen de la misma fuerza de ataque que una unidad de infantería, sus diferencias fundamentales son dos: la velocidad y su moral, es la unidad terrestre más veloz del juego y su moral es siempre 100% debido a su condición mecánica, que solo se ve afectada cuando es atacada.
Las unidades son:
- Infantería: Unidad básica de ataque (empiezas con 10 unidades por provincia). 
  - Su fuerza de ataque inicial es 1.2.
- Coche Blindado: Unidad rápida pero débil (producción en taller).
  - Su fuerza de ataque inicial es 1.2.
- Caballería: Unidad de mayor poder de ataque pero que para ser producida necesita que la provincia tenga un cuartel. Sin embargo, posee una gran ventaja con respecto a las otras unidades que se producen en el taller/fábrica y es que pide como recursos pescado y cereal (la mayoría piden hierro y petróleo).
  - Su fuerza de ataque inicial es 2.4.
- Artillería: Unidad de bombardeo (producción en fábrica nivel 1). 
  - Su fuerza de ataque inicial es 1.5 y su radio de ataque es de 50 km.
- Tanque: Unidad lenta pero potente (producción en fábrica nivel 2).
  - Su fuerza de ataque inicial es 4.0.
- Tanque Pesado (Heavy tank): Tanque de mayor poder y también mayor coste, cuenta con un ataque devastador (producción en fábrica nivel 3).
  - Su fuerza de ataque es de 6.0.
- Cañón de Riel: Tren de bombardeo (producción en fábrica nivel 3) y se mueve solamente por rieles (infraestructura de ferrocarril).
  - Su fuerza de ataque es de 3.0 con un radio de 150 km.
- Buque de guerra (acorazado): Crucero de batalla (se necesita un puerto y fábrica nivel 3 para construirlo) viaja por mar y es una unidad de bombardeo.
  - Su fuerza de ataque es de 6.0 con un radio de 75 km.

Hay ciertos mapas que también cuentan con otras unidades especiales como:
- Avión: Unidad especial de reconocimiento aéreo y ataque (producción en fábrica nivel 2) pero necesario el aeródromo para su desplazamiento.
  - Fuerza de ataque 3.0 y radio de actuación de 225 km.
- Bombardero: Unidad especial de ataque aéreo en especial el bombardeo (producción en fábrica nivel 3) pero necesario el aeródromo para su desplazamiento.
  - Fuerza de ataque de 6.0 y un radio de 350 km.
- Globo aerostático: Unidad especial de vigilancia aérea (producción en fábrica nivel 1).
  - Su fuerza de ataque es de 0.5 y por ello es utilizado para el espionaje de territorios, con un radio de vigilancia de 240 km.

- Submarino: Unidad marítima (producción en fábrica nivel 2) siendo necesario el puerto para su construcción. Su característica más evidente es su capacidad de camuflaje ya que mientras no atacan se hacen invisibles al enemigo lo que da ventaja al que los posee.
  - Su fuerza de ataque es de 4.0.
- Crucero ligero: Crucero de batalla más débil que el acorazado (producción en fábrica nivel 1) y necesario un puerto.
  - Su fuerza de ataques es de 2.0.

### Recursos
Además del dinero del jugador que le sirve para comprar edificios y unidades, los GoldMarks (dinero que entre otras cosas reduce el tiempo de producción y etc, y se consigue ganando partidas o comprándolo con dinero real) también hay recursos con el mismo objetivo:
- Cereal: Alimenta a las tropas.
- Pescado: Alimenta a las tropas.
- Mineral de Hierro: Construcción y producción de vehículos.
- Madera: Construcción y producción de vehículos.
- Carbón: Construcción (tren) y abastecimiento a las tropas (movilidad).
- Petróleo: Construcción y abastecimiento a las tropas (movilidad).
- Gas Natural: Construcción (aviones) y abastecimiento a las tropas (movilidad).

### Edificios
Hay diferentes edificios con diferentes objetivos:
- Oficina de Reclutamiento: Permite el reclutamiento de nuevas unidades militares.
- Cuartel: Aumenta la tasa de reclutamiento consumiendo 1000 toneladas de cereal más al día.
- Ferrocarril: Necesario para la movilidad del cañón de riel, consume 500 toneladas de carbón al día.La velocidad de las tropas es mayor cuando la provincia por la que van cuenta con este edificio.
- Taller/fábrica: Al principio es un taller de 2 niveles que pasara a ser una fábrica de hasta 4 niveles. El taller construye vehículos motorizados básicos (coche blindado) mientras que la fábrica produce los demás vehículos.
- Puerto: Necesario para la construcción y movilidad de las unidades marítimas.Reduce el tiempo de embarco/desembarco de las tropas.
- Fortaleza: Aumenta el valor defensivo de la guarnición de la provincia, sube la moral de las tropas y dificulta su conquista.
- Aeródromo: Necesario para la construcción y movilidad de las unidades aéreas.

### Provincias
Los países cuentan por lo general con 10 provincias al inicio de la partida pero esto también depende en cual mapa se esté jugando, excepto los controlados por la IA, que suelen empezar con menos.

### Moral
La moral es un factor fundamental, ya que si tus tropas poseen una moral baja sufrirán una disminución de su capacidad combativa y serán más lentas
La moral de las tropas disminuye por dos razones:
1. Después de un combate
2. Condicionada por su posición geográfica. Si las tropas se encuentran en territorio neutral o el mar, las tropas bajarán de moral día tras día hasta el 50%. si están en territorio enemigo, bajarán sin cesar. Por último, hablando ya del territorio propio, las tropas simplemente aumentarán o disminuirán su moral hasta adecuarse a la de la provincia en que se encuentren. es decir, si están en una provincia (propia) con un 100% de moral, la suya aumentará hasta ese porcentaje, del mismo modo en caso contrario.
Por esto último es recomendable llevar tropas desmoralizadas a provincias con alta moral para restablecer su ánimo y capacidad de combate.

En cuanto a la moral de las propias provincias, es importante destacar que aparte de que niveles bajos de moral producen menos, si la moral está por debajo del 33% hay amplias posibilidades de que en la provincia tenga lugar una rebelión popular y se una a un país cercano del entorno de forma aleatoria. Esto se puede prevenir dejando pequeñas guarniciones de soldados que aplaquen las sublevaciones.
Las provincias recién conquistadas son las que más baja moral poseen, y por ello tardan en recuperarse. Se puede acelerar el proceso construyendo fortalezas y otras estructuras, especialmente si la provincia está lejos de la capital del país, ya que a más distancia a la capital más dificultad para mantener una buena moral.

### Diplomacia y espionaje
Puedes mediante la diplomacia declarar tanto la guerra, paz o alianza a un jugador o IA, habiendo diferentes estados diplomáticos:
- Guerra: Los ejércitos abrirán fuego automáticamente sobre cualquier enemigo que se encuentre a tiro. El comercio no es posible.
- Embargo comercial: Sanciones económicas sin hostilidades militares. Si el enemigo penetra en tu territorio tus tropas atacaran. El comercio no es posible.
- Paz: Estado neutral en las relaciones diplomáticas. De todas maneras, si el enemigo penetra en tu territorio tus tropas atacaran. El comercio es posible.
- Derecho de paso: Una alianza que permite a los ejércitos luchar conjuntamente y atravesar el territorio del otro. La nación que concede este estatus a su aliado le permite moverse por su propio territorio. Los ejércitos abrirán fuego automáticamente si algún enemigo intenta introducir tropas en el territorio de la otra nación. El comercio si es posible.
- Compartir mapa: Una alianza fuerte. La nación que lo ofrece muestra su visión del mapa estratégico al compañero. Los ejércitos pueden atravesar la capital de la provincia y otros ejércitos sin que se produzcan hostilidades. El comercio es posible. Todos los ejércitos son visibles en el mapa y las fortalezas se convierten en bonos de defensa para los ejércitos aliados.

También es posible enviar mensajes a los jugadores y hablar con ellos. Tendiéndose a entablar relaciones de amistad así como enemigos y traiciones a lo largo de todo el juego.
Los espías son resultados por 20,000 monedas, para después mantenerles con 500 todos los días si no están en ninguna misión, pueden ser asignados a cuatro tipos distintos:
- De contraespionaje: Defienden el territorio propia contra espías foráneos, en algunos casos detienen las misiones y revelan quién los ha mandado. 1000 al día.

- De inteligencia: Tratan de obtener información acerca de la economía y diplomacia enemiga. 2000 al día.
- De sabotaje económico: Intentan minar la producción de recursos y moral. 4000 al día.
- De sabotaje militar: Revelan posiciones y destruyen producciones militares. 4000 al día.

En las etapas finales del juego, los espías son pieza clave para diezmar el puntaje contrario, así como sabotear por todos los medios la movilización militar y producción de recursos.

### Daily European
El Daily European es el periódico de la partida que muestra los días de partida, el índice de poder (puntuación) de todas las naciones y estadísticas (ejércitos más poderosos, naciones más ricas...).
También sirve para enviar mensajes que verán todos los jugadores activos (se pueden escribir anónimamente). 
En el aparece el mapa mundial con los progresos territoriales de la partida dependiendo del día. 
Una práctica común del juego es el "rol", donde los jugadores se meten en un papel y crean historias para así darle más contexto a la partida, según sea la situación en la que estén metidos. De esta manera justifican sus acciones, difaman o incluso llegan a provocar a otros jugadores a emprender alianzas o guerras.
También informa de los ataques producidos, territorios conquistados, estatus de los países, batallas y sus pérdidas e incluso de los edificios y unidades (acorazados, cañones de riel y algunas especiales de rondas oro) construidos recientemente y por qué jugador.

### Rangos
Conforme vayas jugando partidas se te irán sumando puntos económicos (por los edificios construidos) y militares (por tropas enemigas derrotadas) que se sumaran para dar una puntuación global. Según sea esta última conseguirás distintos rangos que te desbloquearan nuevas funciones del juego.